# Koekenaap (dorp)
Koekenaap is een dorp in de Zuid-Afrikaanse provincie West-Kaap. Koekenaap behoort tot de gemeente Matzikama dat onderdeel van het district Weskus is.